# Frans Kusters (schrijver)

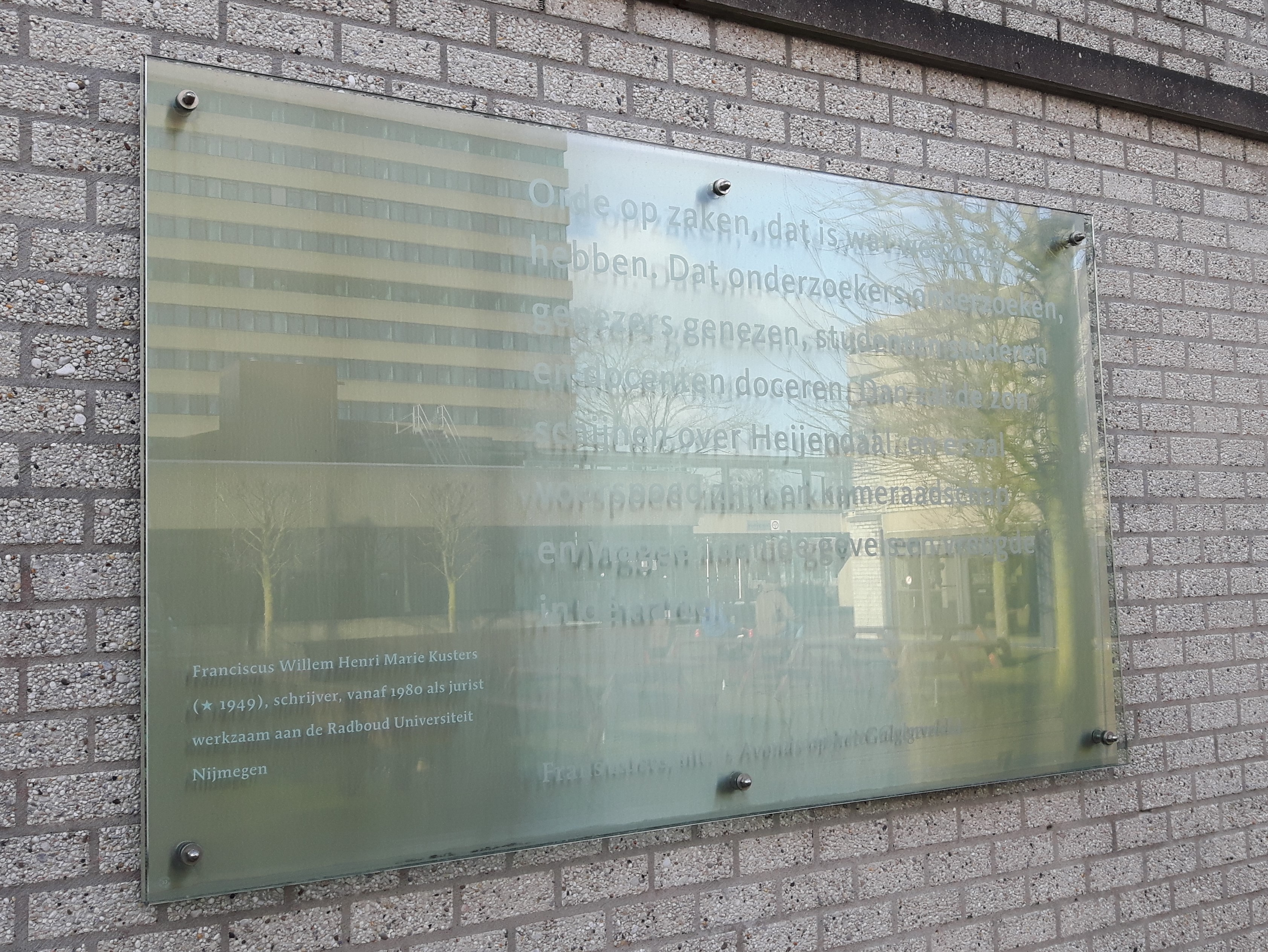
'Orde op zaken, dat is wat we nodig hebben' uit 's Avonds op het Galgenveld', Pieter Bondamplein, Nijmegen

Frans Kusters (Nijmegen, 16 september 1949 – aldaar, 20 november 2012) was een Nederlandse schrijver van hoofdzakelijk korte verhalen. Hij studeerde rechten aan de Katholieke Universiteit Nijmegen. Na zijn studie werd hij daar parttime wetenschappelijk medewerker.
In 1973 schreef hij acht korte verhalen, die werden gebundeld in de Gelderse Literaire Reeks. Hij won hiermee de Reina Prinsen Geerligsprijs. De verhalenbundel is daarna uitgebreid en onder de titel De reis naar Brabant, en andere verhalen bij De Bezige Bij uitgegeven, zoals al zijn volgende publicaties behalve Verhuld naakt, dat bij Ravenberg Pers verscheen. De reis naar Brabant, en andere verhalen kon op positieve kritiek rekenen, in het bijzonder door de sterke stilistische eigenschappen.
In 1977 was hij mede-initiator van het Literair Café Nijmegen in O'42. Daarnaast richtte hij rond deze tijd het literaire tijdschrift De Schans op, samen met Thomas Verbogt, Nop Maas en Anthon Fasel.
De verhalen van Kusters kennen een zweem van absurdisme en surrealisme. Ze zijn in een quasi-impressionistische stijl geschreven die de lezer wil meenemen in de gedachtewereld van de hoofdpersoon. Daardoor spelen bespiegelingen, dromen, gedachteflitsen en impressies een grote rol in Kusters' verhalen. Het fragmentarische karakter van zijn verhalen blijft in zijn gehele oeuvre gehandhaafd, hoewel vanaf Het milde systeem de samenhang tussen de onderlinge verhalen sterker wordt. Zijn personages zijn veelal antihelden, die grote dromen hebben maar zich door triviale feiten tegengehouden zien. Kusters' verhalen worden qua stijl en thematiek wel vergeleken met de verhalen van Franz Kafka.
In 2001 publiceerde hij zijn eerste roman, Na het wonder. Goedbeschouwd is dit echter ook een, sterk samenhangende, verhalenbundel met in alle verhalen dezelfde hoofdpersoon.
Door de jaren heen schreef Kusters veel columns voor onder andere Ex Libris en KUNieuws, de periodiek van de KU Nijmegen. Deze zijn verzameld in de bundel 's Avonds op het Galgenveld.
Kusters publiceerde ook enkele korte verhalen in het Nijmeegse literaire studententijdschrift Letterlik.

## Prijzen
- 1973: Reina Prinsen Geerligsprijs voor De reis naar Brabant
- 1982: Alcuinusprijs voor zijn eerste drie verhalenbundels

## Over Kusters
- Thomas Verbogt: 'Levensbericht. Franciscus Willem Marie (Frans) Kusters'. In: Jaarboek van de Maatschappij der Nederlandse Letterkunde te Leiden, jrg. 2013-2014, pag. 117-123 Volledige tekst

- Thomas Verbogt: 'Het eerste licht boven de stad, herinneringen aan Frans Kusters en een keuze uit zijn verhalen'. De Bezige Bij, 2013. ISBN 978-90-234-8523-0